# STS-51-A
STS-51-A (ang. Space Transportation System) – druga misja amerykańskiego wahadłowca kosmicznego Discovery i czternasta programu lotów wahadłowców.

## Załoga[1]
- Frederick Hauck (2)*, dowódca
- David M. Walker (1), pilot
- Anna Fisher (1), specjalista misji 1
- Dale Gardner (2), specjalista misji 2
- Joseph Allen (2), specjalista misji 3

*(liczba w nawiasie oznacza liczbę lotów odbytych przez każdego z astronautów)

## Cel misji
Umieszczenie na orbicie satelitów telekomunikacyjnych Telesat-H oraz Leasat F-1 (Syncom IV-1), przechwycenie i dostarczenie na Ziemię satelitów Palapa-B2 i Wester 6, które nie weszły na prawidłową orbitę (umieszczone podczas lotu Challengera STS-41-B).

## Przebieg misji
Satelita Telesat-H (Anik D 2) został wysłany na orbitę o perygeum 299,3 km i apogeum 36 806,3 km 9 listopada 1984. Tym razem silnik PAM-D zdał egzamin i satelita po 87 sekundach wszedł na zaplanowaną orbitę. 10 listopada Anna Fisher umieściła na bliskiej Ziemi orbicie (313 do 316,7 km) satelitę Leasat F-1 (indeks COSPAR - 1984-113C). W następnym dniu doprowadzono wahadłowiec na orbitę, po której poruszał się satelita Palapa-B2 i dogoniono go, zbliżając się na odległość 11 m. Allen i Gardner, zaopatrzeni w plecaki odrzutowe MMU, przeszli do ładowni, następnie Allen zbliżył się do satelity, hamując jego obroty. Wraz z Gardnerem przy pomocy manipulatora RMS obsługiwanego przez Annę Fisher umieścili go wewnątrz ładowni na specjalnie przygotowanej palecie. Cała operacja zajęła każdemu z nich po 6 godzin, niezależnie od udziału Anny Fisher, która w kabinie pomagała manipulatorem RMS przytrzymać satelitę. 13 listopada astronauci dogonili drugi obiekt – satelitę Westar 6, który oddalony był o 1163 km od Palapy. Allen i Gardner zamienili się tym razem rolami i 14 listopada 1984 sprowadzili satelitę do wnętrza ładowni i umocowali na palecie. Operacja ta została wykonana sprawniej niż przy Palapie. Na wszystkie manewry zużyli mniej paliwa niż przewidywano (około 80%). W sumie, przeprowadzony po raz pierwszy, eksperyment odszukania satelitów i sprowadzenia ich z orbity na Ziemię udał się w pełni. Indonezyjski satelita Palapa B2, jako Palapa B2R, został ponownie umieszczony na orbicie 13 kwietnia 1990 roku przez amerykańską rakietę Delta II. 7 kwietnia 1990 roku satelita  Westar 6 powrócił na orbitę jako AsiaSat 1 przy pomocy chińskiej rakiety Długi Marsz 3.

## Parametry misji[5]
- Masa:
  - startowa orbitera: 119 441 kg
  - lądującego orbitera: 94 120 kg
  - ładunku: 20 550 kg
- Perygeum: 289 km
- Apogeum: 297 km
- Inklinacja: 28,4°
- Okres orbitalny: 90,4 min

## Spacery kosmiczne[1]
- Allen i Gardner – EVA 1

Start EVA 1: 12 listopada 1984
Koniec EVA 1: 12 listopada
Czas trwania: 6 godz 13 min
- Allen i Gardner – EVA 2

Start EVA 2: 14 listopada 1984
Koniec EVA 2: 14 listopada 1984
Czas trwania: 6 godz 1 min

## Uwaga
Frederick Hauck za ten lot został wyróżniony w 1985 roku przez FAI Medalem Jurija Gagarina (za pomyślną naprawę satelity na orbicie okołoziemskiej), a cała załoga otrzymała Dyplomy im. Komarowa za pierwszą w przestrzeni kosmicznej udaną operację przechwycenia dwóch satelitów (Palapa i Westar).

## Ciekawostka
Po umieszczeniu satelitów w ładowni promu astronauta Dale Gardner zażartował, pozując do zdjęcia z kartką „For sale”. Zdjęcie stało się jedną z najbardziej znanych fotografii w historii lotów kosmicznych. Jednak po powrocie na Ziemię został stanowczo upomniany przez NASA.